# Mladen Kunstic
Mladen Kunstic (* 1955 in Zagreb, Jugoslawien) ist ein Bildhauer, Klangkünstler, Maler, Zeichner und Collagist.

## Leben
Von 1972 bis 1976 machte der einige Jahre zuvor nach Deutschland übergesiedelte Kunstic zunächst eine Berufsausbildung zum Elektriker und besuchte von 1976 bis 1980 das Abendgymnasium in Aachen. Anschließend studierte Kunstic bis 1984 Kunst und Sozialwissenschaften an der RWTH Aachen. Von 1985 bis 1987 unternahm er Studienreisen nach Frankreich und Italien sowie zwischen 1995 und 1999 nach Kroatien. Mladen Kunstic lebt in Würselen und in Sutivan auf der Insel Brač in Kroatien.

## Domprojekt
Im Frühjahr 2006 begann Kunstic den Aachener Dom in 173 Variationen auf Leinwand darzustellen. Dabei benutzt er eine Maltechnik, mit der er durch den Einsatz von unterschiedlichen Materialien Kollageverfahren in Kombination mit ausdrucksstarken Farben Bildwelten schafft, in denen der Aachener Dom zentral stand. Seither entwickelt sich das Kunstprojekt zu einem universellen und andere Konfessionen und Kathedralen einbeziehenden Kunstprojekt.

## Ausstellungen (Auswahl)
- 2011 173 Kathedralen der Welt in Reims, Frankreich
- 2009 Einzelausstellung in der Botschaft der Kroatischen Republik in Berlin
- 2008 Ausstellung in drei Kirchen während des Würselener Kirchengemeindetages mit 60 Gemälden
- 2008 173 Kathedralen der Welt zeitiger Zyklus mit weiteren 50 Bildern, Kreuzgang der Aachener Kathedrale
- 2007 Na Putu (Auf dem Weg) Sutivan, Kroatien
- 2007 Mladen Kunstic / 55 Bilder der Dom-Variationen - Ballsaal des Alten Kurhauses in Aachen
- 2007 Das Kunstic Kreuz - Pius X Würselen
- 2006 Angekommen Kulturzentrum, Altes Rathaus Würselen
- 2005 Ausstellung im Suermondt-Ludwig-Museum in Aachen
- 2003 Vergangenheit und Hoffnung, Wolfsburg
- 2002 Kunst im Rathaus, Würselen
- 1993 Installationen und Skulpturen, Kurpark Aachen
- 1989 Bewegliche und klingende Installationen im Dreiländereck Deutschland-Niederlande-Belgien,
- 1986 Kunstverein Stolberg